# Dolmen de la Nojarède
Le dolmen de la Nojarède est un dolmen situé sur le causse de Sauveterre, sur le territoire de la commune de Chanac, dans le département de la Lozère en France.

## Historique
Le docteur Prunières a fouillé le dolmen à l'été 1875 ayant été averti qu'une fouille clandestine avait été réalisée par des paysans après celles qu'il avait lui-même réalisées dans les environs au dolmen de l'Aumède. 

## Description
Le dolmen est enserré dans un tumulus ovalaire de 12 m de long sur 9 m de large. L'édifice comprend deux chambres. La première chambre est délimitée par deux orthostates de respectivement 3,56 m et 3,44 m de long mais la dalle de chevet a disparu. Cette chambre ouvre à l'est par un accès coudé dont il ne demeure qu'une seule dalle. Une seconde chambre, plus petite, a été construite à environ 0,50 m de distance de la première. L'orthostate nord mesure 3,21 m de long. Aucune des deux chambres n'a conservé sa couverture.

## Matériel archéologique
Le mobilier archéologique comprend des objets lithiques en silex (2 couteaux et 2 lances de 12 à 18 cm de longueur finement ouvragés, plusieurs pointes de flèches et racloirs), des poinçons en os et bois de cerf, des éléments de parure (grains de collier en calcaire et jais, des dents percées de sanglier et de canidés, 1 petit anneau en bronze) et des tessons de poterie. Prunières y a également recueilli de nombreux ossements humains, qu'il estime correspondre à 27 adultes et 13 enfants, dont 5 crânes trépanés et plusieurs autres ossements (tibias) présentant des stigmates d'anciennes blessures. En outre, dans une vertèbre attribuée à un individu jeune, le pédoncule d'une fine pointe de flèche en silex était encore planté. Selon Prunières, qui estime qu'il s'agit de la onzième vertèbre thoracique, la blessure a entraîné une hémorragie rapide et fatale de la victime.